# Dean Pitchford
Dean Pitchford (* 29. Juli 1951 in Honolulu, Hawaii) ist ein US-amerikanischer Theaterschauspieler, Liedtexter und Drehbuchautor.

## Leben
Pitchford studierte nach seinem Schulabschluss an der Yale University und trat in dieser Zeit in studentischen Theateraufführungen auf. 1971 trat er erstmals Off-Broadway auf. Am Broadway trat er, nachdem er zunächst nur die Zweitbesetzung gewesen war, ab 1975 in der Titelrolle der Musicals Pippin auf. 1979 schrieb er mit Peter Allen Titel für dessen One-Man-Show Up In One.
Zur Musik von Michael Gore schrieb er die Texte für drei Titel für Alan Parkers Musikfilm Fame – Der Weg zum Ruhm. Der gleichnamige Titelsong wurde ein Internationaler Hit für Irene Cara. Pitchford wurde für das Lied mit einem Oscar, einem Golden Globe Award und einer Grammy-Nominierung ausgezeichnet, eine weitere Grammy-Nominierung erhielt das Soundtrackalbum. Nach diesem Erfolg wurde er von Warner Brothers unter Vertrag genommen und schrieb Titel unter anderem für Kim Carnes und Merle Haggard. Mit You Should Hear How She Talks About You für Melissa Manchester gelang ihm ein weiterer Hit in den Billboard Charts. Für seine Zusammenarbeit mit John Barry für Die Legende vom einsamen Ranger war er 1982 für die Negativ-Auszeichnung Goldene Himbeere nominiert.
Nach seinem großen Erfolg als Liedtexter wandte sich Pitchford einem neuen Tätigkeitsfeld zu. Er schrieb das Drehbuch für den Tanzfilm Footloose, bei dem er auch am Soundtrack beteiligt war. Sowohl der Film als auch das dazugehörige Album wurden ein großer Erfolg; der von Kenny Loggins gesungene und von Pitchford und Tom Snow komponierte Titelsong erreichte Platz 1 der Billboard Charts. Pitchford erhielt zwei weitere Grammy- und Oscarnominierungen.
Zusammen mit Tom Snow schrieb er 1989 für den Spielfilm Ein himmlischer Liebhaber den Titel After All, ein Hit für Cher und Peter Cetera. Hierfür war er ein viertes Mal für den Oscar nominiert. In Zusammenarbeit mit Martin Gore entstand Whitney Houstons All the Man That I Need, eine weitere Nummer 1 der Billboard Charts.

## Broadway
- 1975: Pippin (als Schauspieler)
- 1979: Up in One
- 1988: Carrie
- 1988: Footloose
- 2003: The Boy From Oz

## Auszeichnungen

### Tony Awards
- 1999: Tony-Award-Nominierung in der Kategorie Best Book of a Musical für Footloose
- 1999: Tony-Award-Nominierung in der Kategorie Beste Originalmusik für Footloose

### Academy Awards
- 1981: Oscar in der Kategorie Bester Song für Fame
- 1985: Oscarnominierung in der Kategorie Bester Song für Footloose
- 1985: Oscarnominierung in der Kategorie Bester Song für Let's Hear It for the Boy
- 1990: Oscarnominierung in der Kategorie Bester Song für After All

### Golden Globes
- 1981: Golden Globe Award in der Kategorie Bester Filmsong für Fame
- 1985: Golden-Globe-Award-Nominierung in der Kategorie Bester Filmsong für Footloose
- 1990: Golden-Globe-Award-Nominierung in der Kategorie Bester Filmsong für After All

### Grammy Awards
- 1981: Grammy-Nominierung in der Kategorie Best Album of Original Score Written for a Motion Picture or Television Special für Fame
- 1985: Grammy-Nominierung in der Kategorie Best Album of Original Score Written for a Motion Picture or Television Special für Footloose
- 1990: Grammy-Nominierung in der Kategorie Best Recording for Children für Oliver & Co.